# Municipio de Massena
El municipio de Massena (en inglés: Massena Township) es un municipio ubicado en el condado de Cass en el estado estadounidense de Iowa. En el año 2010 tenía una población de 526 habitantes y una densidad poblacional de 5,65 personas por km².

## Geografía
El municipio de Massena se encuentra ubicado en las coordenadas 41°17′41″N 94°45′4″O / 41.29472, -94.75111. Según la Oficina del Censo de los Estados Unidos, el municipio tiene una superficie total de 93.03 km², de la cual 92,88 km² corresponden a tierra firme y (0,16 %) 0,15 km² es agua.

## Demografía
Según el censo de 2010, había 526 personas residiendo en el municipio de Massena. La densidad de población era de 5,65 hab./km². De los 526 habitantes, el municipio de Massena estaba compuesto por el 99,24 % blancos, el 0,19 % eran afroamericanos, el 0,38 % eran asiáticos, el 0,19 % eran de otras razas. Del total de la población el 1,9 % eran hispanos o latinos de cualquier raza.